# Zunderdorp
Zunderdorp est un village néerlandais situé en province de Hollande-Septentrionale. Il fait partie de la commune d'Amsterdam et de la sous-commune (deelgemeente) d'Amsterdam-Noord.
Le village est situé à 7 km au nord-est de la ville d'Amsterdam, non loin du hameau de 't Nopeind. Sa population en 2001 était de 230 habitants.